# Santana de Parnaíba
Santana de Parnaíba é um município brasileiro do estado de São Paulo, localizado na Zona Oeste da Região Metropolitana de São Paulo. Fundada por Susana Dias em 1580, nas adjacências do Rio Tietê, é uma das cidades mais antigas do estado e do Brasil, sendo berço das expedições e do Bandeirante  Domingos Jorge Velho e o cientista Warwick Estevam Kerr, e considerada um patrimônio histórico do Brasil devido à sua rica história, arquitetura colonial, cultura e conjunto arquitetônico preservado.
Santana de Parnaíba e seu Centro Histórico são conhecidos pela sua arquitetura colonial portuguesa, com casas, sobrados, casarões, igrejas e monumentos históricos (muitos dos quais erguidos a taipa de pilão e pau a pique) que datam do século XVII até o século XIX, e a cidade possui o único conjunto arquitetônico de origem colonial preservado da região metropolitana e um dos maiores do estado. Sua riqueza e diversidade de construções coloniais garantiram-lhe reconhecimento por parte do Conselho de Defesa do Patrimônio Histórico, Arqueológico, Artístico e Turístico (CONDEPHAAT) e do Instituto do Patrimônio Histórico e Artístico Nacional (IPHAN), que tombaram o Centro Histórico, com suas mais de 209 dificações.
Santana de Parnaíba é um importante polo turístico, atraindo turismo em diferentes áreas, principalmente o turismo histórico e religioso, e devido às suas festas tradicionais, tais quais o Carnaval, Drama da Paixão, o segundo maior do país, o Encontro de Antigomobilismo, a Festa do Cururuquara e o Natal de Luz, que recebe 100 mil visitantes.

## História

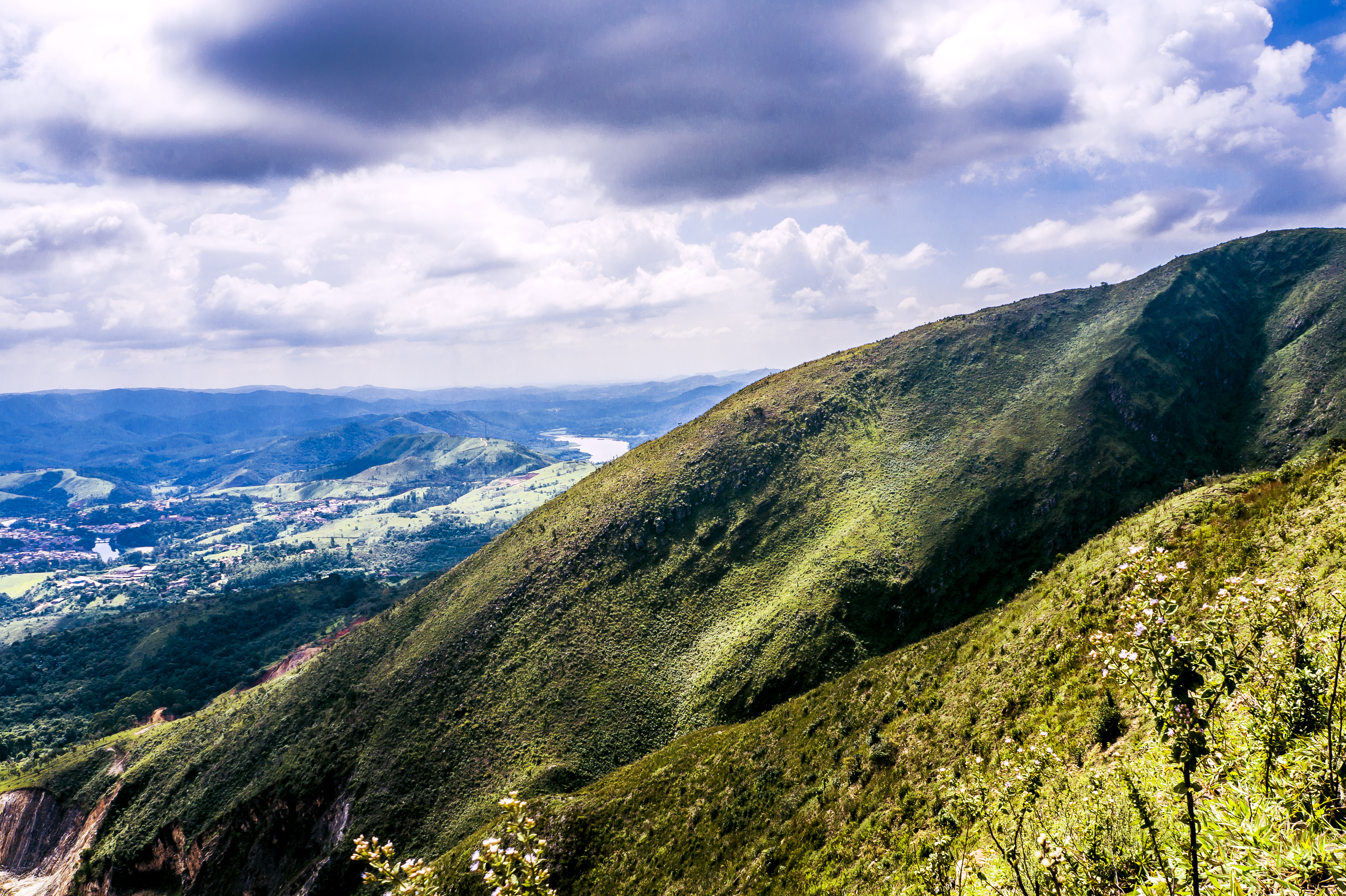
Morro do Voturuna

Em 1580, Susana Dias, neta do cacique Tibiriçá, juntamente com seu filho, Capitão André Fernandes, fundou uma fazenda à beira do Rio Anhembi (atual Rio Tietê), a oeste de São Paulo, próximo à cachoeira denominada pelos indígenas como "Parnaíba" (lugar de muitas ilhas).
Em 1610, o Capitão-Mor da Capitania de São Vicente Gaspar Conqueiro concedeu uma Sesmaria a Belchior da Costa, em terras vizinhas às de Susana Dias . Devido a sua posição estratégica no vale do Rio Tietê, tornou-se ponto de partida das bandeiras que seguiam rumo ao Oeste Paulista e ao Mato Grosso. Em 1625, o povoado foi elevado à condição de vila.
No século XVIII, a vila entrou em decadência devido ao fim das bandeiras. O isolamento geográfico da vila, provocado pelas quedas de água do Rio Tietê e pelo relevo acidentado de seu território, fizeram com que a vila não figurasse nas rotas de comércio e colonização que ligavam São Paulo às nascentes cidades de Jundiaí, Sorocaba e Itu.
Em 1901, a Usina Hidrelétrica Edgard de Sousa foi inaugurada no Rio Tietê, mas não foi suficiente para revitalizar a cidade, que perdeu grande parte dos seus territórios para seus antigos distritos de Cajamar, Pirapora do Bom Jesus e Barueri ao longo do século XX.
A partir da década de 1980, o município voltou a ganhar dinamismo econômico, com a melhoria das ligações rodoviárias com o restante da Grande São Paulo e com o impulso provocado pela implantação de diversos condomínios residenciais, notadamente Alphaville.

## Demografia

### População
| Crescimento populacional                             | Crescimento populacional | Crescimento populacional | Crescimento populacional |
| Ano                                                  | População Total          |                          | %±                       |
| ---------------------------------------------------- | ------------------------ | ------------------------ | ------------------------ |
| 1872                                                 | 3 338                    |                          |                          |
| 1890                                                 | 5 942                    |                          | 78,0%                    |
| 1900                                                 | 7 406                    |                          | 24,6%                    |
| 1910                                                 | 9 987                    |                          | 34,9%                    |
| 1920                                                 | 7 981                    |                          | −20,1%                   |
| 1925                                                 | 8 130                    |                          | 1,9%                     |
| 1934                                                 | 13 152                   |                          | 61,8%                    |
| 1937                                                 | 14 061                   |                          | 6,9%                     |
| 1940                                                 | 11 968                   |                          | −14,9%                   |
| 1946                                                 | 16 983                   |                          | 41,9%                    |
| 1950                                                 | 10 411                   |                          | −38,7%                   |
| 1958                                                 | 10 455                   |                          | 0,4%                     |
| 1960                                                 | 5 244                    |                          | −49,8%                   |
| 1970                                                 | 5 390                    |                          | 2,8%                     |
| 1980                                                 | 10 098                   |                          | 87,3%                    |
| 1991                                                 | 37 762                   |                          | 274,0%                   |
| 2000                                                 | 74 828                   |                          | 98,2%                    |
| 2010                                                 | 108 813                  |                          | 45,4%                    |
| 2022                                                 | 154 105                  |                          | 41,6%                    |
| Est. 2024                                            | 162 341                  | [ 12 ]                   | 5,3%                     |
| Fontes: Censos Demográficos IBGE e Estimativas SEADE |                          |                          |                          |

### Dados demográficos
Segundo o Censo de 2022 do IBGE, a população de Santana de Parnaíba era de 154 105 habitantes, com densidade demográfica de 856,4 habitantes/km². No censo de 2010, a população era de 108 813 habitantes, com densidade demográfica de 604,74 habitantes/km².

## Geografia

### Clima
O clima da cidade, como em toda a Região Metropolitana de São Paulo, é o subtropical. Verão quente e chuvoso. Inverno relativamente frio e subseco. A média de temperatura anual gira em torno dos 20Cº, sendo o mês mais frio julho (média de 12°C) e o mais quente fevereiro (média de 23°C). O índice pluviométrico anual fica em torno de 1382 mm.
| Gráfico climático para Santana de Parnaíba                    | Gráfico climático para Santana de Parnaíba | Gráfico climático para Santana de Parnaíba | Gráfico climático para Santana de Parnaíba | Gráfico climático para Santana de Parnaíba | Gráfico climático para Santana de Parnaíba | Gráfico climático para Santana de Parnaíba | Gráfico climático para Santana de Parnaíba | Gráfico climático para Santana de Parnaíba | Gráfico climático para Santana de Parnaíba | Gráfico climático para Santana de Parnaíba | Gráfico climático para Santana de Parnaíba |
| ------------------------------------------------------------- | ------------------------------------------ | ------------------------------------------ | ------------------------------------------ | ------------------------------------------ | ------------------------------------------ | ------------------------------------------ | ------------------------------------------ | ------------------------------------------ | ------------------------------------------ | ------------------------------------------ | ------------------------------------------ |
| J                                                             | F                                          | M                                          | A                                          | M                                          | J                                          | J                                          | A                                          | S                                          | O                                          | N                                          | D                                          |
| 241 27 18                                                     | 222 27 18                                  | 156 27 17                                  | 82 25 15                                   | 64 23 13                                   | 59 21 12                                   | 42 21 11                                   | 44 23 12                                   | 74 23 13                                   | 127 24 14                                  | 128 25 16                                  | 142 26 17                                  |
| Temperaturas em °C • Precipitações em mmFonte: Canal do Tempo |                                            |                                            |                                            |                                            |                                            |                                            |                                            |                                            |                                            |                                            |                                            |

### Meio ambiente

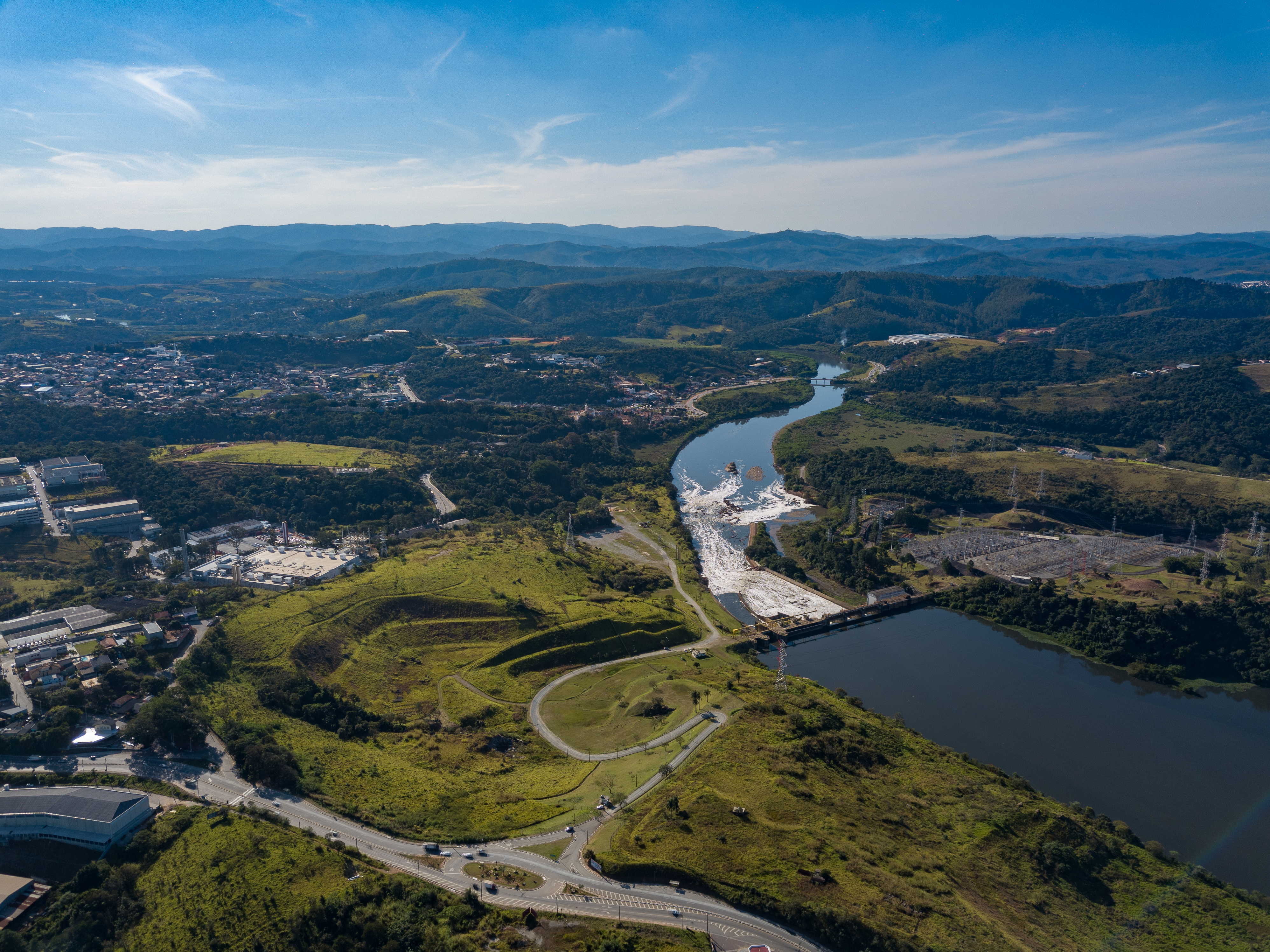
Vista aérea da cidade, com a Usina Hidrelétrica Edgard de Sousa à direita

O município conta com uma política de preservação ambiental, conforme legislação em vigor, que tem proporcionado a criação e a manutenção de áreas de valor ecológico e ambiental, assim como a defesa e a preservação da fauna e da flora.
O sistema de esgoto serve a 71,8% das residências, e a arborização em vias públicas alcança 58,4% dos domicílios.

## Estrutura urbana

### Comunicações
O sistema de telefones automáticos foi inaugurado na cidade em 1974 pela Telecomunicações de São Paulo (TELESP), que também implantou o sistema de discagem direta à distância (DDD) em 1981 com o código de área (011). Anteriormente a cidade era atendida pela Companhia Telefônica Brasileira (CTB).
O data center da Telefônica/Vivo foi inaugurado em 2012 no bairro de Tamboré, em um prédio de 33,6 mil metros quadrados, e abriga as operações de telefonia fixa e móvel da empresa no Brasil.

### Rodovias
Faz parte do Plano de Desenvolvimento Urbano Integrado da Região Metropolitana de São Paulo (PDUI) e é uma das 39 cidades que integram a Região Imediata de São Paulo que, por sua vez, é uma das duas regiões imediatas que formam a Região Intermediária de São Paulo.

## Política e administração
A administração municipal se dá pelo poder executivo e pelo poder legislativo. O primeiro a governar o município foi José Pedroso de Oliveira Pinto, que ficou no cargo de intendente em 1897.

## Economia
A economia de Santana de Parnaíba é ligada ao setor de serviços e comércio, notadamente na região de Alphaville.
A atividade industrial está localizada nos bairros da Fazendinha e Tamboré.
O turismo vem se desenvolvendo na cidade, auxiliado pelo conjunto colonial do centro histórico.

## Cultura

### Turismo
O conjunto arquitetônico colonial do Centro Histórico possui mais de duzentas casas e construções datadas dos séculos XVII e XVIII, destacando-se a Igreja Matriz de Sant'Ana. Trata-se do maior conjunto colonial existente no estado de São Paulo.
No Circuito dos Alambiques é possível conhecer o processo de fabricação da cachaça artesanal.
A cidade promove festas populares que atraem um grande número de turistas, como o carnaval da cidade, que é muito conhecido e atrai pessoas de várias regiões, e a Festa do Cururuquara.
Anualmente, é promovido pela Secretaria de Cultura e Turismo do município o espetáculo teatral do Drama da Paixão de Cristo reconhecido nacionalmente. A peça é encenada às margens do Rio Tietê, nas proximidades da Barragem Edgard de Sousa por atores da própria cidade.
Além disso, a cidade recebe uma das maiores manifestações religiosas do Estado de São Paulo, a festa de Corpus Christi. Podendo ser considerada um dos principais atrativos turísticos e mais tradicionais eventos culturais do município, a festa, realizada desde os anos 1960, é caracterizada pela confecção de tapetes de pó de serra colorido, pó de café, casca de ovos, etc. 

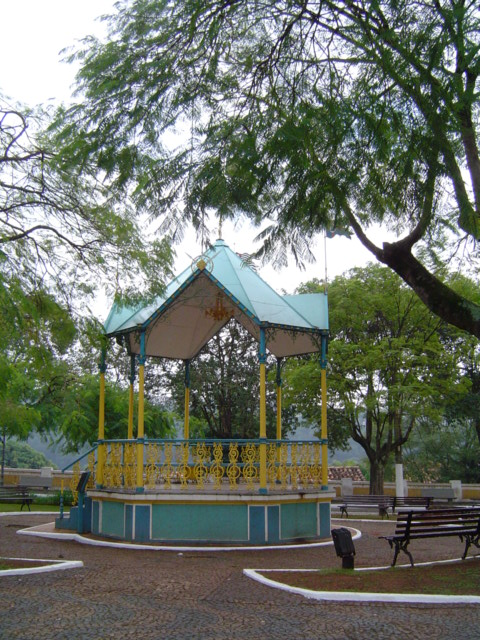
Coreto praça da Matriz.
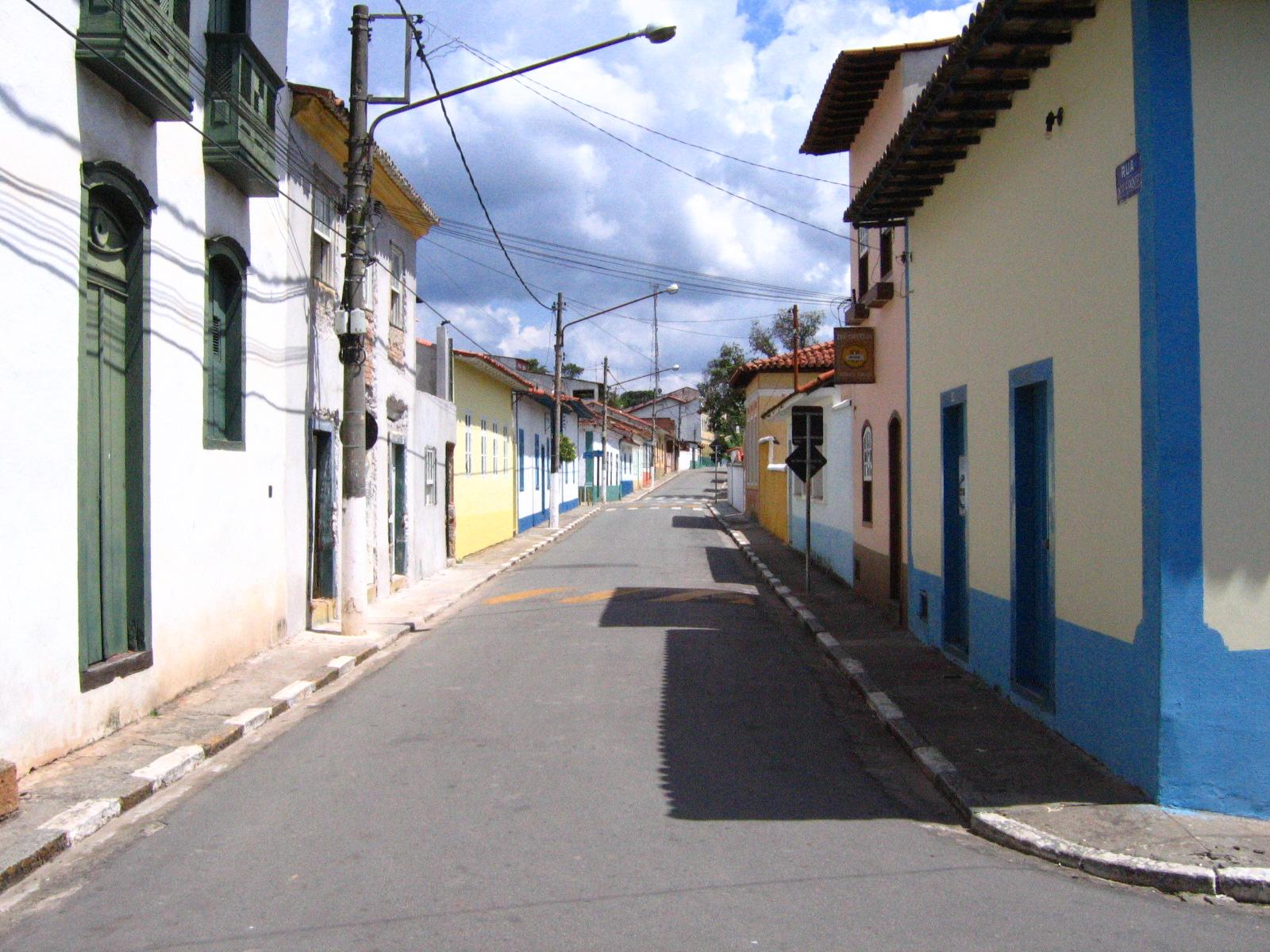
Centro Histórico.
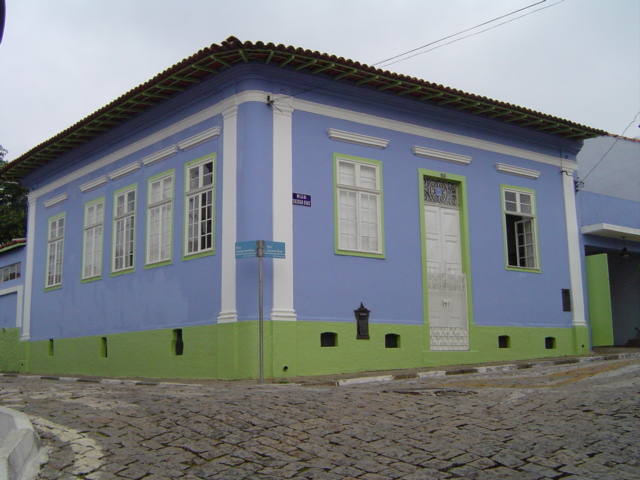
Arruamento de paralelepípedo.
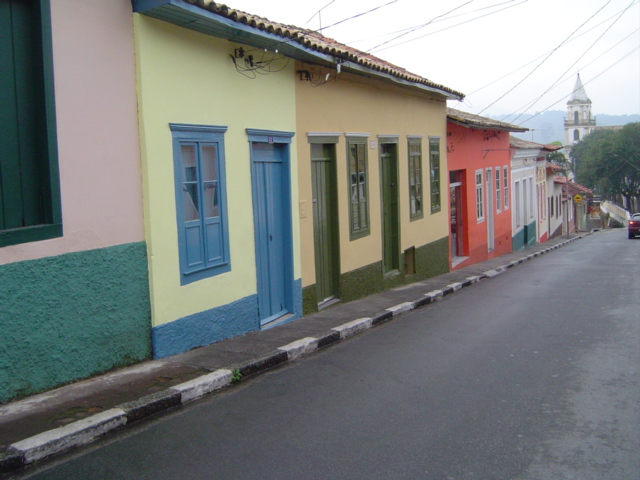
Casário de taipa de pilão
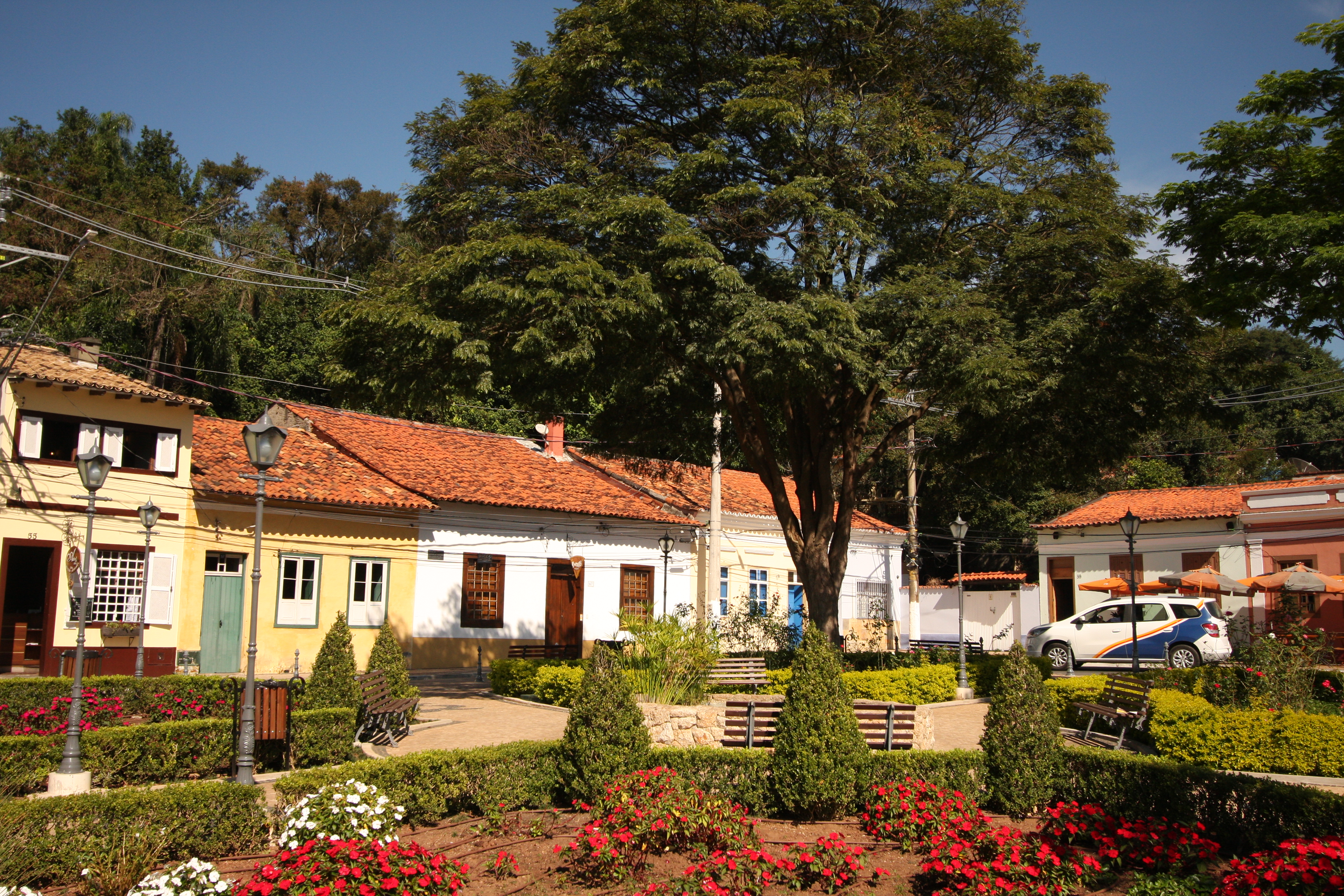
Conjunto arquitetônico
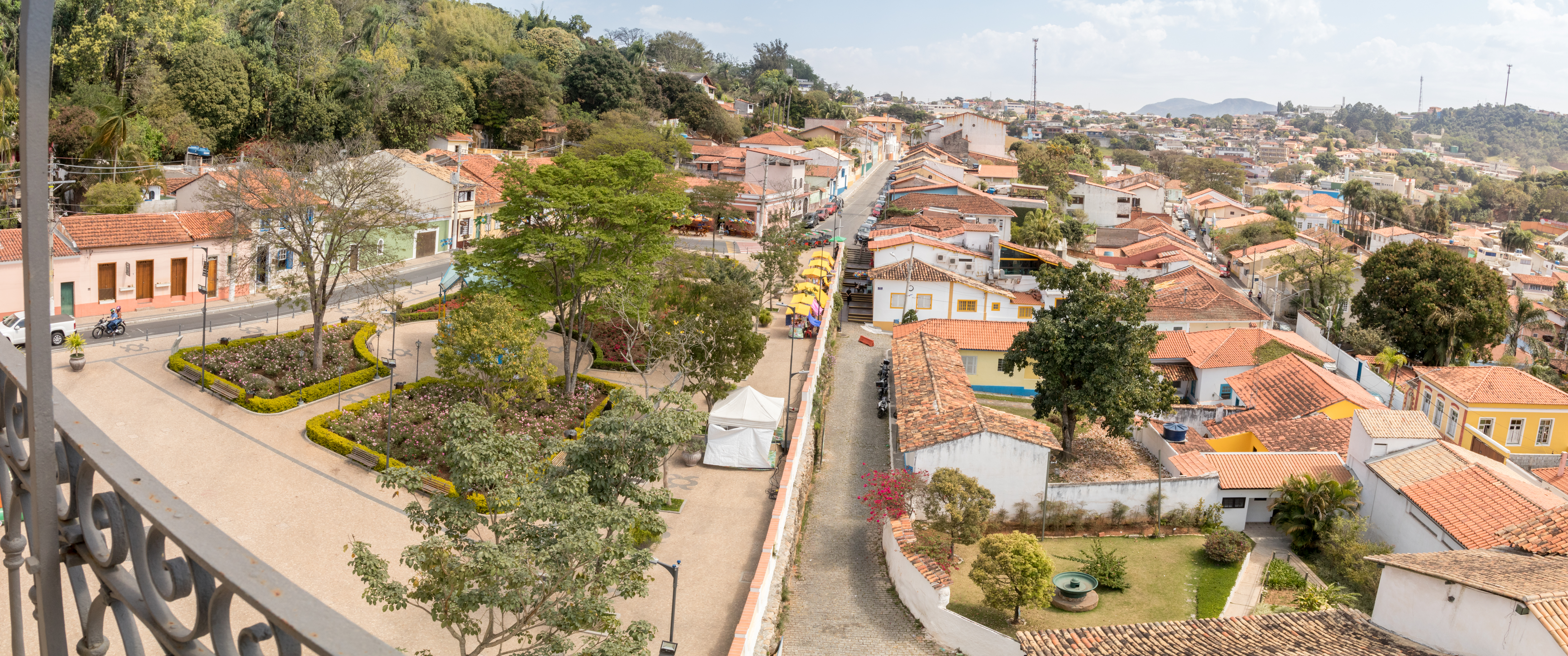
Vista panorâmica de Santana de Parnaíba
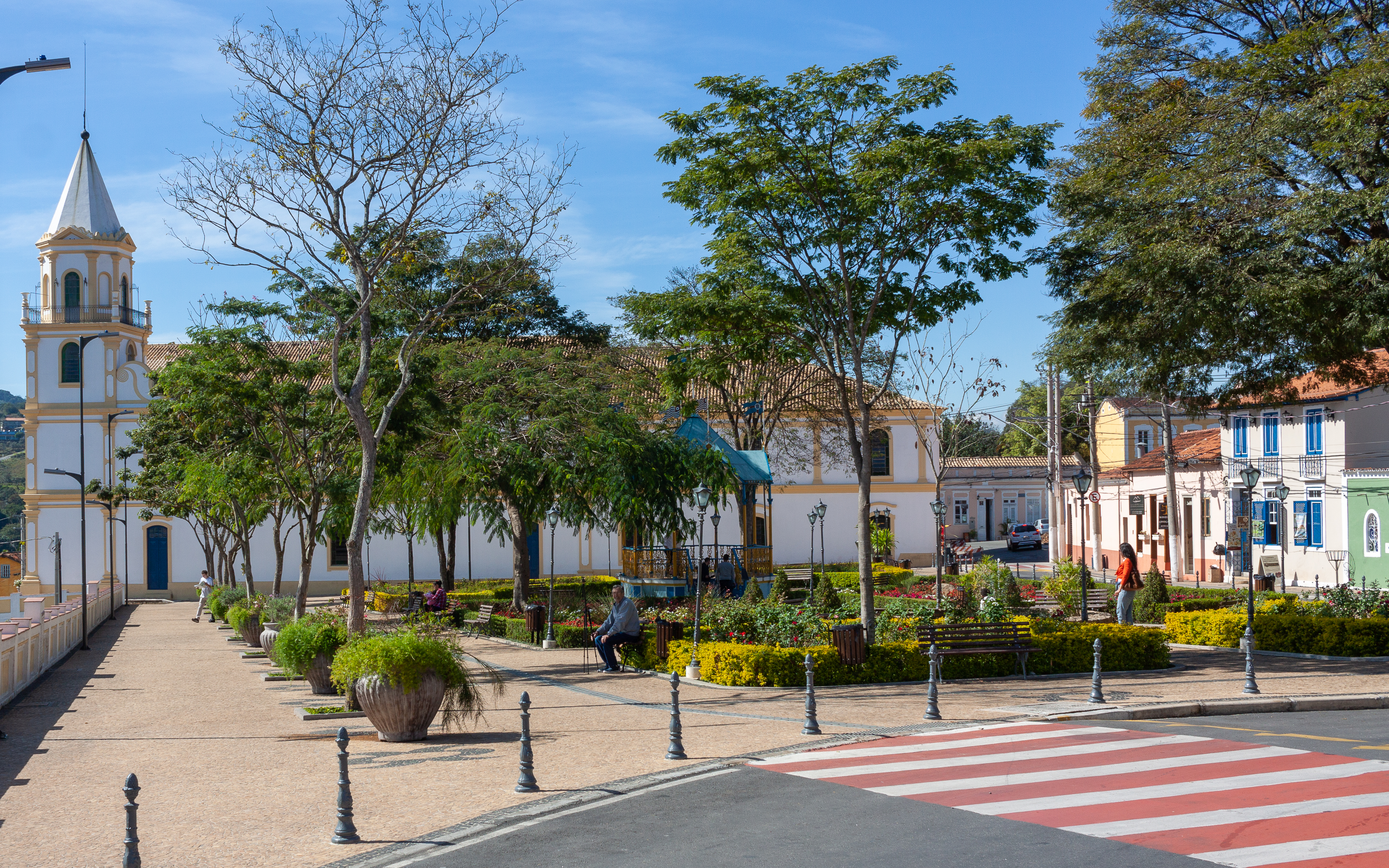
Praça
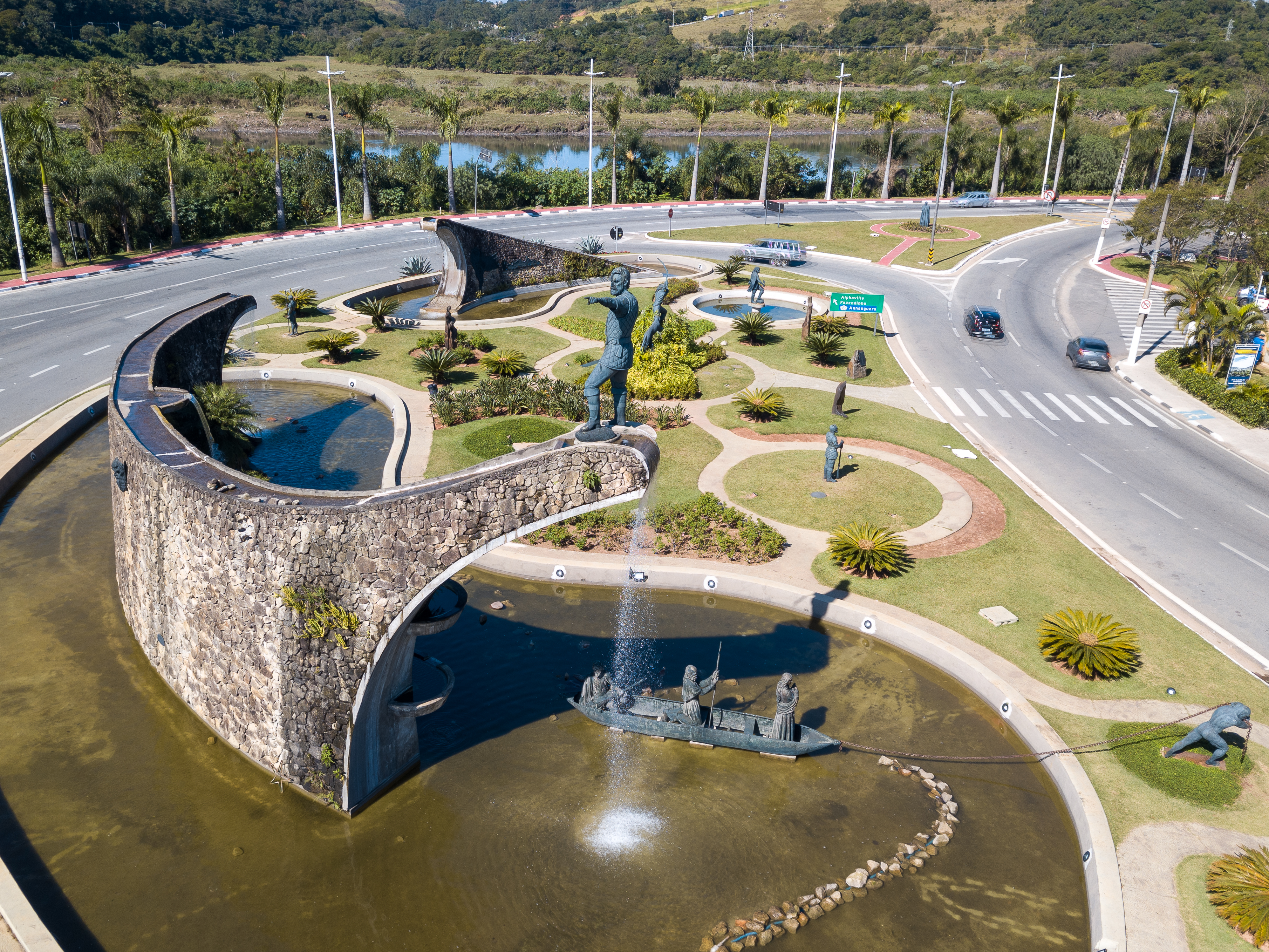
Monumento aos Bandeirantes

### Samba Bumbo

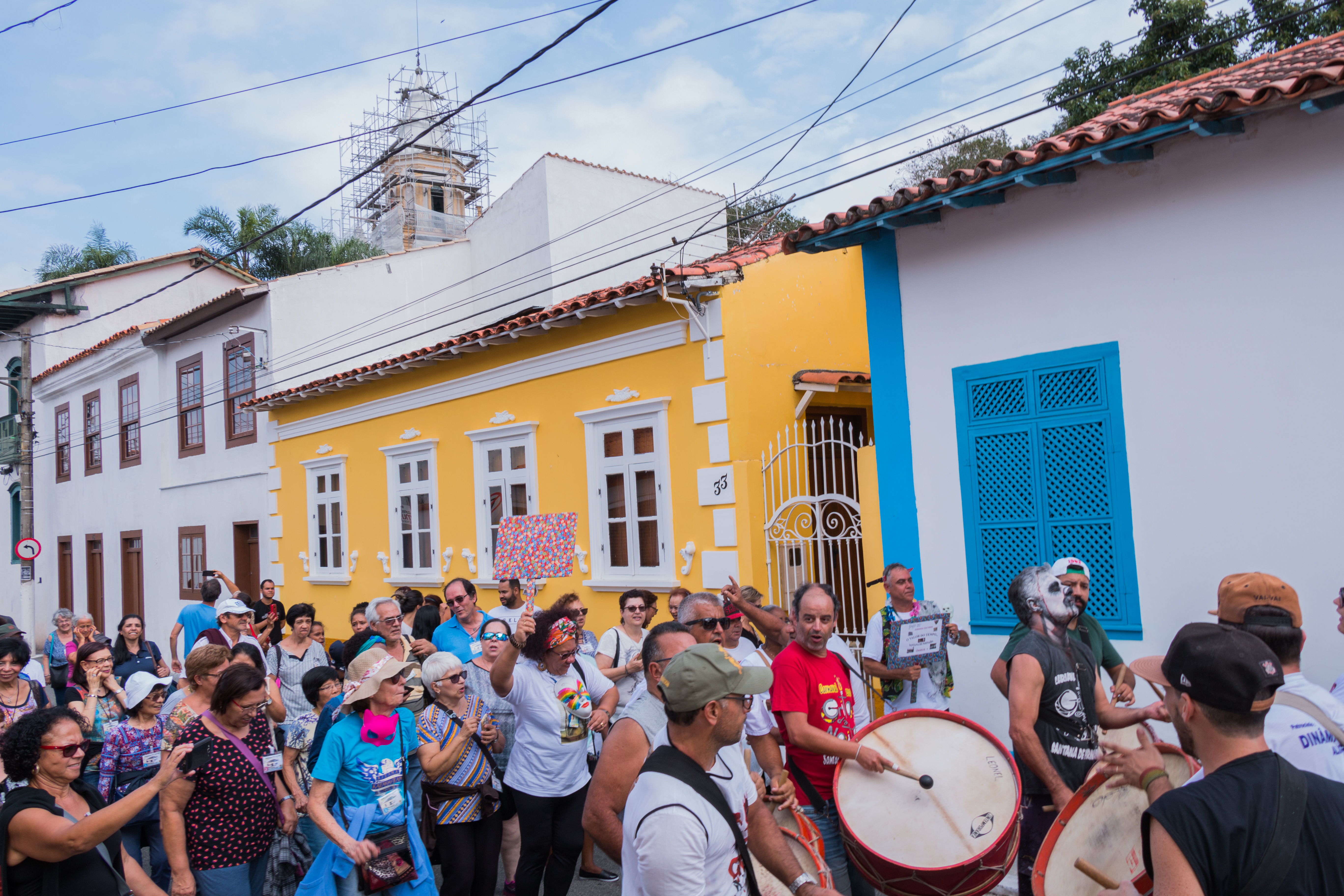
Samba de Bumbo

O samba de bumbo é um samba típico do estado de São Paulo, sendo de grande relevância na cidade. Devido à sua importância histórica, social e cultural, é reconhecido como Patrimônio Cultural Imaterial do estado de São Paulo e Patrimônio Cultural do Brasil, pelo Instituto do Patrimônio Histórico e Artístico Nacional (Iphan).

### Bens tombados
- Centro Histórico [29]

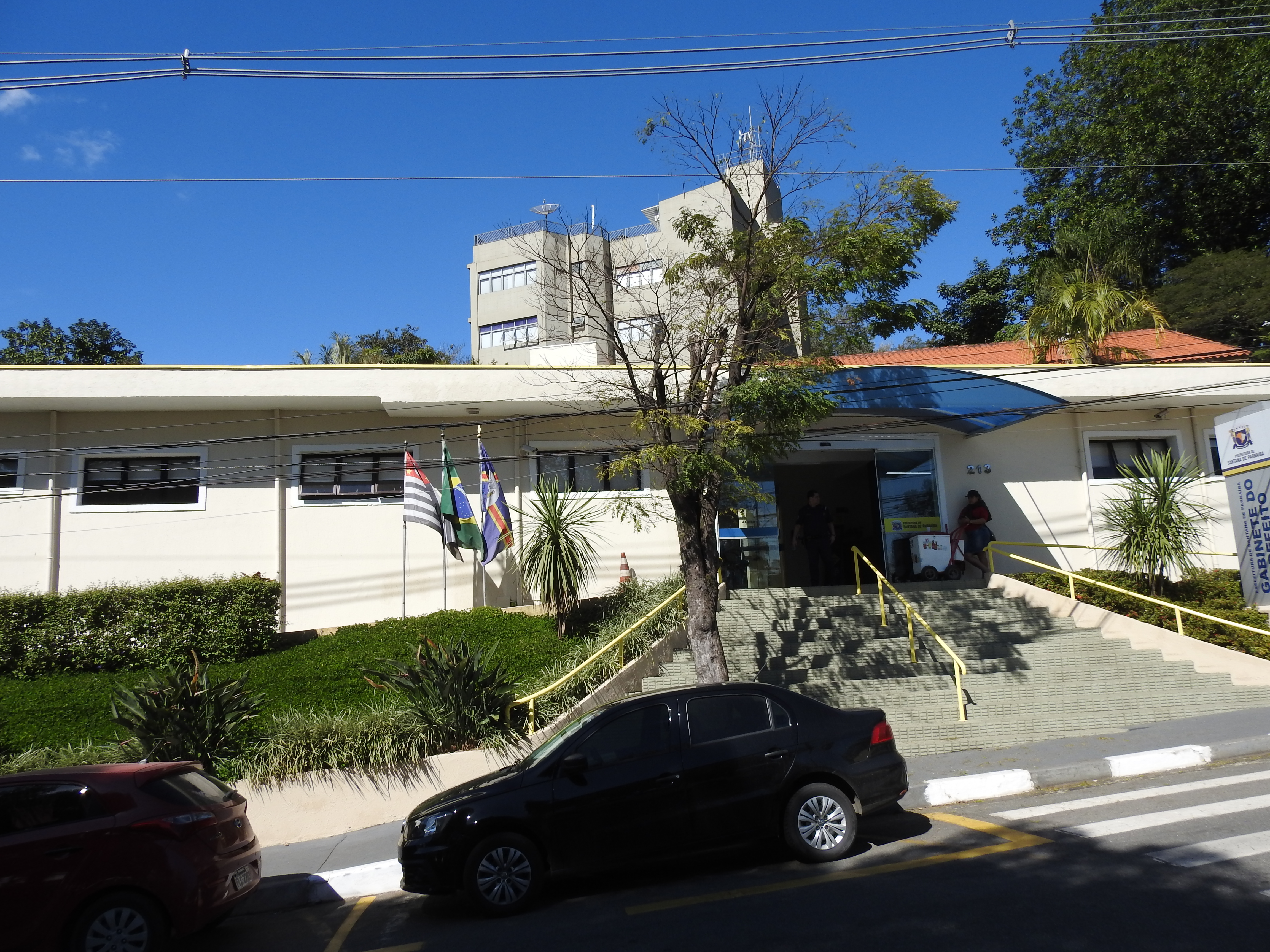
Sede da prefeitura do município.

- Capela Nossa Senhora da Conceição, Morro do Voturuna (1687)
- Museu Histórico e Pedagógico Casa do Anhanguera, Praça da Matriz, 9 (início do século XVIII)
- Casa da Cultura Monsenhor Paulo Florêncio da Silveira Camargo, Sobrado do Anhanguera, Praça da Matriz, 19 e 25 (século XVIII)
- Morro do Voturuna, na Estrada Capela Velha
- Figueira Centenária, entre a ponte sobre o Rio Tietê e o Centro Histórico
- Morro do Major
- Capela do Suru, na Estrada do Suru

### Feriados
O calendário do município prevê os seguinte feriados:
| Nome                               | Data                                          | Observação                                                                                 |
| ---------------------------------- | --------------------------------------------- | ------------------------------------------------------------------------------------------ |
| Sexta-feira da Paixão              | Sexta-feira que antecede o domingo de Páscoa  | A Sexta-feira Santa é o dia em que é celebrado a morte de Jesus Cristo.                    |
| Corpus Christi                     | Celebrada anualmente 60 dias depois da Páscoa | Festa religiosa da Igreja Católica que tem por objetivo celebrar o mistério da eucaristia. |
| Santa Ana                          | 26 de julho                                   | Padroeira do município.                                                                    |
| Aniversário de Santana de Parnaíba | 14 de novembro                                | Data da fundação da cidade.                                                                |

 A Páscoa é uma festa religiosa móvel que costuma acontecer entre 22 de março e 25 de abril.

## Religião

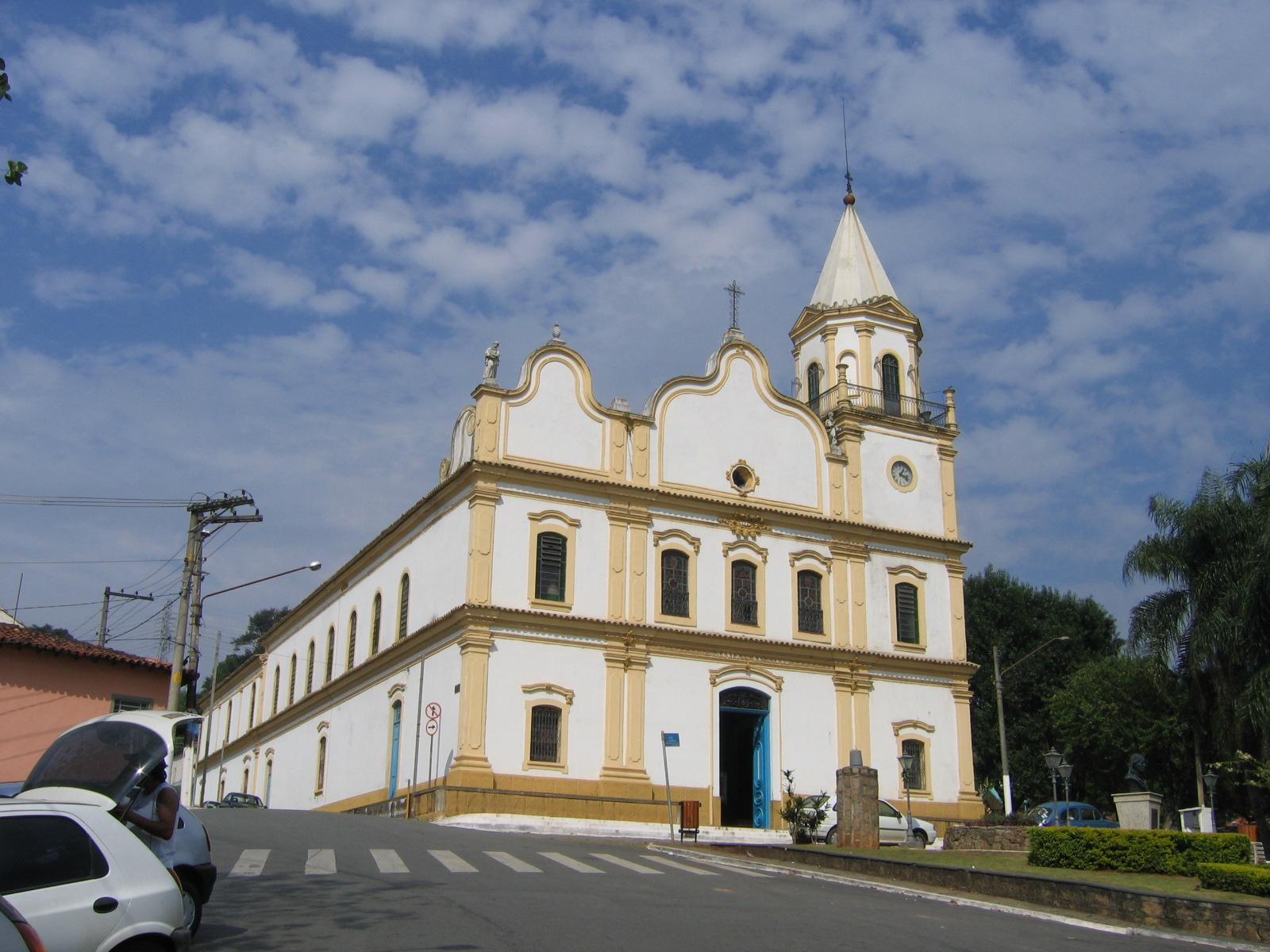
Igreja Matriz.

O Cristianismo se faz presente na cidade da seguinte forma:

### Igreja Católica
- A igreja faz parte da Diocese de Jundiaí.[36]

### Igrejas Evangélicas
- Assembleia de Deus Ministério do Belém.[37][38]
- Congregação Cristã no Brasil.[39]

### Trabalhos acadêmicos
- Bastos, Flávia da Cunha (2008). Gestão democrática e política municipal de esporte: o caso de Santana de Parnaíba. Universidade de São Paulo. Biblioteca Digital Brasileira de Teses e Dissertações (BDTD) versão digital
- Boscolo, Dulcineia (2007). Projetos de estudo do meio em escolas públicas em Santana de Parnaíba - SP. Universidade de São Paulo, Geografia.  Biblioteca Digital Brasileira de Teses e Dissertações (BDTD) versão digital
- Góis, Cláudia Cristina (2018). Reabilitação/readaptação profissional da prática à teoria: atuação do Serviço Social. Pontifícia Universidade Católica de São Paulo , 	Faculdade de Ciências Sociais . Biblioteca Digital Brasileira de Teses e Dissertações (BDTD) versão digital
- Guanteli, Mauro Teixeira (2012). Residências em Alphaville nos municípios de Barueri e Santana de Parnaíba Universidade de São Paulo, Faculdade de Arquitetura e Urbanismo. versão digital
- Leanza, Deborah D'Almeida (2000). Entre a norma e o desejo : os filhos ilegitimos na sucessão patrimonial (Vilas de São Paulo e Santana de Parnaiba sec. XVII). Universidade Estadual de Campinas, Instituto de Filosofia e Ciências Humanas. Biblioteca Digital Brasileira de Teses e Dissertações (BDTD) versão digital
- Manzatti, Marcelo Simon (2005). Samba paulista: do centro cafeeiro a periferia do centro. Pontifícia Universidade Católica de São Paulo. versão digital
- Morgado, Naira Iracema Monteiro (1987). O espaço e a memória : Santana de Parnaiba. Universidade Estadual de Campinas, Instituto de Filosofia e Ciências Humanas.  Biblioteca Digital Brasileira de Teses e Dissertações (BDTD) versão digital
- Mota, Camila (2007). Edição de documentos oitocentistas e estudo da variedade lingüística em Santana do Parnaíba. Universidade de São Paulo, Faculdade de Filosofia, Letras e Ciências Humanas. Biblioteca Digital USP versão digital
- Rodrigues, Jailton Aparecido (2013). Pontifícia Universidade Católica de São Paulo. Biblioteca Digital PUC versão digital
- Schunk, Rafael (2013). Frei Agostinho de Jesus e as tradições da imaginária colonial brasileira Séculos XVI - XVII. Universidade Estadual Paulista. Repositório UNESP versão digital
- Yade, Juliana de Souza Mavoungou (2015). Vozes e territorialidades no pós-abolição: histórias de famílias e resistência identitária – O caso do Cururuquara. Universidade Federal do Ceará.Biblioteca Digital Brasileira de Teses e Dissertações (BDTD) versão digital